# Trung Nepal
Trung Nepal (tiếng Nepal:मध्यमाञ्चल विकास क्षेत्र) là một vùng phát triển của Nepal. Vùng này có diện tích 27.410 km², dân số thời điểm năm 2001 là 8.031.629 người.

## Dân số
Biến động dân số giai đoạn 1952-2001:
| Năm    | 1952 | 1961 | 1971      | 1981      | 1991      | 2001      |
| ------ | ---- | ---- | --------- | --------- | --------- | --------- |
| Dân số | -    | -    | 2.742.101 | 4.909.357 | 6.183.955 | 8.031.629 |